# 菊池利三
菊池 利三（きくち としみ、1973年6月17日 - ）は、岩手県遠野市出身の、元サッカー選手。サッカー指導者。現役時代のポジションはディフェンダー（サイドバック、センターバック）、ミッドフィールダー（守備的MF、左サイドハーフ）。
サッカー指導者の菊池新吉は実兄。

## 来歴
遠野市立遠野中学校を卒業後に岩手県立遠野高等学校に入学。高校2年時に第69回全国高等学校サッカー選手権大会に出場している。高校卒業後、ヴェルディ川崎（現：東京ヴェルディ1969）に入団。1995年にリーグ戦初出場。1996年にU-23日本代表に選出された。その後、複数のクラブに期限付き移籍した後、古巣の東京Vに戻るが、2002年に戦力外通告を受けて引退した。
その後、故郷の岩手県で、東京Vの公認支部「ヴェルディサッカースクール岩手」代表を務めた。
2012年9月13日、JFA 公認S級コーチライセンスを取得した。
2017年よりいわてグルージャ盛岡の監督に就任した。2019年12月4日、岩手の監督を退任すると発表された。2020年から2022年までは岩手のゼネラルマネージャーを務めた。
2023年1月12日、レイラック滋賀のヘッドコーチに就任した。同年9月4日、解任された寺峰輝監督の後任として監督就任。チームはJFL第29節終了時点で2位となり、勝てば自力でJ3・JFL入れ替え戦進出となる11月26日最終節、アウェー三重戦で前半15分までに2-0とリードしながら後半追いつかれ2-2の引き分け。同節勝利した5位ブリオベッカ浦安に追い抜かれ最終順位3位となり入れ替え戦進出を逃す。
翌2024年も監督を継続していたものの、同シーズンのJFLで15試合を終えて首位高知ユナイテッドSCと勝点差19、2位栃木シティFCとも勝点差9の暫定9位と奮わず、7月15日、監督を解任となった。
同年8月6日、FC大阪のヘッドコーチ就任が発表された。
2024年12月19日、いわてグルージャ盛岡のヘッドコーチ就任が発表された。

## 所属クラブ
- 遠野市立遠野中学校[10]
- 岩手県立遠野高等学校
- 1992年 - 1996年 ヴェルディ川崎
- 1997年 ガンバ大阪
- 1997年 - 1998年 ヴェルディ川崎
  - 1999年 サンフレッチェ広島 (期限付き移籍)[11]
  - 1999年 ガンバ大阪（期限付き移籍）[11]
- 2000年 大宮アルディージャ
- 2000年 - 2002年 ヴェルディ川崎/東京ヴェルディ1969

## 個人成績
| 国内大会個人成績 | 国内大会個人成績 | 国内大会個人成績 | 国内大会個人成績 | 国内大会個人成績 | 国内大会個人成績 | 国内大会個人成績 | 国内大会個人成績 | 国内大会個人成績 | 国内大会個人成績 | 国内大会個人成績 | 国内大会個人成績 |
| 年度             | クラブ           | 背番号           | リーグ           | リーグ戦         | リーグ戦         | リーグ杯         | リーグ杯         | オープン杯       | オープン杯       | 期間通算         | 期間通算         |
| 年度             | クラブ           | 背番号           | リーグ           | 出場             | 得点             | 出場             | 得点             | 出場             | 得点             | 出場             | 得点             |
| 日本             | 日本             | 日本             | 日本             | リーグ戦         | リーグ戦         | リーグ杯         | リーグ杯         | 天皇杯           | 天皇杯           | 期間通算         | 期間通算         |
| ---------------- | ---------------- | ---------------- | ---------------- | ---------------- | ---------------- | ---------------- | ---------------- | ---------------- | ---------------- | ---------------- | ---------------- |
| 1992             | V川崎            | -                | J                | -                | -                | 0                | 0                | 0                | 0                | 0                | 0                |
| 1993             | V川崎            | -                | J                | 0                | 0                | 0                | 0                | 0                | 0                | 0                | 0                |
| 1994             | V川崎            | -                | J                | 0                | 0                | 0                | 0                | 0                | 0                | 0                | 0                |
| 1995             | V川崎            | -                | J                | 24               | 1                | -                | -                | 3                | 1                | 27               | 2                |
| 1996             | V川崎            | -                | J                | 12               | 0                | 1                | 0                | 5                | 0                | 18               | 0                |
| 1997             | G大阪            | 30               | J                | 13               | 0                | 0                | 0                | -                | -                | 13               | 0                |
| 1997             | V川崎            | 16               | J                | 1                | 0                | 3                | 0                | 2                | 0                | 6                | 0                |
| 1998             | V川崎            | 16               | J                | 9                | 0                | 3                | 0                | 2                | 0                | 14               | 0                |
| 1999             | 広島             | 12               | J1               | 1                | 0                | 1                | 0                | -                | -                | 2                | 0                |
| 1999             | G大阪            | 34               | J1               | 3                | 0                | 0                | 0                | 1                | 0                | 4                | 0                |
| 2000             | 大宮             | 26               | J2               | 11               | 0                | 1                | 0                | -                | -                | 12               | 0                |
| 2000             | V川崎            | 32               | J1               | 5                | 0                | 2                | 0                | 2                | 0                | 9                | 0                |
| 2001             | 東京V            | 18               | J1               | 14               | 1                | 0                | 0                | 3                | 0                | 17               | 1                |
| 2002             | 東京V            | 5                | J1               | 3                | 0                | 1                | 0                | 0                | 0                | 4                | 0                |
| 通算             | 日本             | 日本             | J1               | 85               | 2                | 11               | 0                | 18               | 1                | 114              | 3                |
| 通算             | 日本             | 日本             | J2               | 11               | 0                | 1                | 0                | 0                | 0                | 12               | 0                |
| 総通算           | 総通算           | 総通算           | 総通算           | 96               | 2                | 12               | 0                | 18               | 1                | 126              | 3                |

その他の公式戦
- 1995年
  - Jリーグチャンピオンシップ 2試合0得点
- 1996年
  - サントリーカップ 1試合0得点

## 代表歴
- U－23日本代表
  - 1996年 アトランタ五輪アジア地区最終予選

## 指導歴
- 2003年 - 2008年 ヴェルディSS岩手花巻U-18 監督[1]
- 2003年 - 2012年 ヴェルディSS岩手花巻U-15 コーチ[1]
- 2009年 - 2016年 ナショナルトレセン 東北担当[12]
- 2017年 - 2022年 グルージャ盛岡/いわてグルージャ盛岡
  - 2017年 - 2019年 トップチーム 監督[1]
  - 2020年 - 2022年 ゼネラルマネージャー[4]
- 2023年 - 2024年 レイラック滋賀
  - 2023年 - 同年9月 トップチーム ヘッドコーチ
  - 2023年9月 - 2024年7月 トップチーム 監督
- 2024年8月 - 同年12月 FC大阪 ヘッドコーチ
- 2025年 - いわてグルージャ盛岡 ヘッドコーチ